# Чемпіонат Європи з водних видів спорту 2002
Чемпіонат Європи з водних видів спорту 2002, 26-й за ліком, тривав з 29 липня до 4 серпня 2002 року в Залі для плавання та стрибків у воду в Європаспортпарку у Берліні (Німеччина). Він відбувся під егідою Європейської ліги плавання. Змагалися 786 спортсменів з 38-ми країн. Розіграно нагороди з плавання (на довгій воді), плавання на відкритій воді, стрибків у воду і синхронного плавання (жінки). У Потсдамі, вперше в історії чемпіонатів Європи, відбулися змагання з плавання на 10 км серед чоловіків та жінок.

## Таблиця медалей
*   Країна-господарка ( Німеччина)
| Місце                | Країна               | Золото | Срібло | Бронза | Загалом |
| -------------------- | -------------------- | ------ | ------ | ------ | ------- |
| 1                    | Німеччина*           | 15     | 12     | 9      | 36      |
| 2                    | Росія                | 11     | 7      | 8      | 26      |
| 3                    | Італія               | 7      | 6      | 7      | 20      |
| 4                    | Україна              | 6      | 5      | 6      | 17      |
| 5                    | Швеція               | 4      | 3      | 4      | 11      |
| 6                    | Нідерланди           | 4      | 0      | 2      | 6       |
| 7                    | Франція              | 2      | 3      | 4      | 9       |
| 8                    | Польща               | 2      | 1      | 1      | 4       |
| 9                    | Фінляндія            | 2      | 0      | 0      | 2       |
| 10                   | Іспанія              | 1      | 5      | 2      | 8       |
| 11                   | Австрія              | 1      | 2      | 1      | 4       |
| 12                   | Словаччина           | 1      | 2      | 0      | 3       |
| 13                   | Хорватія             | 1      | 0      | 2      | 3       |
| 14                   | Угорщина             | 0      | 8      | 1      | 9       |
| 15                   | Білорусь             | 0      | 1      | 6      | 7       |
| 16                   | Румунія              | 0      | 1      | 2      | 3       |
| 17                   | Швейцарія            | 0      | 1      | 0      | 1       |
| 18                   | Греція               | 0      | 0      | 1      | 1       |
| 18                   | Словенія             | 0      | 0      | 1      | 1       |
| Загалом (19 збірних) | Загалом (19 збірних) | 57     | 57     | 57     | 171     |

## Плавання

### Чоловіки
| Дисципліна                      | Золото                                                                                 | Срібло                                                          | Бронза                                                                          |
| ------------------------------- | -------------------------------------------------------------------------------------- | --------------------------------------------------------------- | ------------------------------------------------------------------------------- |
| 50 м вільним стилем             | Бартош Кізеровський Польща                                                             | Лоренцо Вісмара Італія                                          | Олександр Волинець Україна                                                      |
| 100 м вільним стилем            | Пітер ван ден Гогенбанд Нідерланди                                                     | Олександр Попов Росія                                           | Дуже Драганья Хорватія                                                          |
| 200 м вільним стилем            | Пітер ван ден Гогенбанд Нідерланди                                                     | Еміліано Брембілья Італія                                       | Массіміліано Росоліно Італія                                                    |
| 400 м вільним стилем            | Еміліано Брембілья Італія                                                              | Массіміліано Росоліно Італія                                    | Драгош Крістьян Коман Румунія                                                   |
| 1500 м вільним стилем           | Юрій Прилуков Росія                                                                    | Крістіан Мінотті Італія                                         | Ігор Червинський Україна                                                        |
| 50 м на спині                   | Томас Руппрат Німеччина                                                                | Штев Телоке Німеччина                                           | Бартош Кізеровський Польща                                                      |
| 100 м на спині                  | Штев Телоке Німеччина                                                                  | Маркус Роган Австрія                                            | П'єр Рож Франція                                                                |
| 200 м на спині                  | Гордан Козулі Хорватія                                                                 | Маркус Роган Австрія                                            | Марко Страхія Хорватія                                                          |
| 50 м брасом                     | Олег Лісогор Україна WR                                                                | Міхай Флашкай Угорщина                                          | Карой Гюттлер Угорщина                                                          |
| 100 м брасом                    | Олег Лісогор Україна                                                                   | Роман Слуднов Росія                                             | Юг Дюбоск Франція                                                               |
| 200 м брасом                    | Давіде Руммоло Італія                                                                  | Йоан Бернар Франція                                             | Роман Слуднов Росія                                                             |
| 50 м батерфляєм                 | Єре Горд Фінляндія                                                                     | Томас Руппрат Німеччина                                         | Ларс Фреландер Швеція                                                           |
| 100 м батерфляєм                | Томас Руппрат Німеччина                                                                | Андрій Сердінов Україна                                         | Денис Силантьєв Україна                                                         |
| 200 м батерфляєм                | Франк Еспозіто Франція                                                                 | Денис Силантьєв Україна                                         | Анатолій Поляков Росія                                                          |
| 200 м комплексом                | Яні Сієвінен Фінляндія                                                                 | Алессіо Боджатто Італія                                         | Маркус Роган Австрія                                                            |
| 400 м комплексом                | Алессіо Боджатто Італія                                                                | Іштван Батазі Угорщина                                          | Ніколя Ростуше Франція                                                          |
| Естафета 4×100 м вільним стилем | Німеччина Ларс Конрад Штефан Гербст Торстен Спаннеберґ Штефан Кунцельманн              | Швеція Ерік ла Флер Стефан Нюстранд Ларс Фреландер Маттіас Олін | Італія Лоренцо Вісмара Крістіан Галенда Мікеле Гарсія Сімоне Черкато            |
| Естафета 4×200 м вільним стилем | Італія Маттео Пеллічіарі Еміліано Брембілья Федеріко Каппеллаццо Массіміліано Росоліно | Німеччина Моріц Ціммер Штефан Поль Ларс Конрад Штефан Гербст    | Греція Атанасіос Ойконому Ніколаос Ксілоуріс Іоанніс Коккодіс Спірідон Янніотіс |
| Естафета 4×100 м комплексом     | Росія Євген Альошин Роман Слуднов Ігор Марченко Олександр Попов                        | Франція П'єр Рож Юг Дюбоск Франк Еспозіто Ромен Барньє          | Німеччина Штев Телоке Єнс Круппа Томас Руппрат Штефан Гербст                    |

### Жінки
| Дисципліна                      | Золото                                                                      | Срібло                                                                        | Бронза                                                                    |
| ------------------------------- | --------------------------------------------------------------------------- | ----------------------------------------------------------------------------- | ------------------------------------------------------------------------- |
| 50 м вільним стилем             | Тереза Альсгаммар Швеція                                                    | Мартіна Моравцова Словаччина                                                  | Олександра Герасименя Білорусь                                            |
| 100 м вільним стилем            | Францишка ван Альмсік Німеччина                                             | Мартіна Моравцова Словаччина                                                  | Алена Попшанка Білорусь                                                   |
| 200 м вільним стилем            | Францишка ван Альмсік Німеччина                                             | Камелія Аліна Потек Румунія                                                   | Алена Попшанка Білорусь                                                   |
| 400 м вільним стилем            | Яна Клочкова Україна                                                        | Ева Рістов Угорщина                                                           | Камелія Аліна Потек Румунія                                               |
| 800 м вільним стилем            | Яна Генке Німеччина                                                         | Ева Рістов Угорщина                                                           | Ганна Штокбауер Німеччина                                                 |
| 50 м на спині                   | Ніна Живаневська Іспанія                                                    | Зандра Фелкер Німеччина                                                       | Олександра Герасименя Білорусь                                            |
| 100 м на спині                  | Станіслава Комарова Росія                                                   | Зандра Фелкер Німеччина                                                       | Антьє Бушшульте Німеччина                                                 |
| 200 м на спині                  | Станіслава Комарова Росія                                                   | Ніна Живаневська Іспанія                                                      | Ірина Амшеннікова Україна                                                 |
| 50 м брасом                     | Емма Іґельстрем Швеція                                                      | Світлана Бондаренко Україна                                                   | Олена Богомазова Росія                                                    |
| 100 м брасом                    | Емма Іґельстрем Швеція                                                      | Світлана Бондаренко Україна                                                   | Олена Богомазова Росія                                                    |
| 200 м брасом                    | Мірна Юкич Австрія                                                          | Анне Полеска Німеччина                                                        | Емма Іґельстрем Швеція                                                    |
| 50 м батерфляєм                 | Анна-Карін Каммерлінг Швеція                                                | Даніела Самульскі Німеччина                                                   | Шанталь Ґрот Нідерланди                                                   |
| 100 м батерфляєм                | Мартіна Моравцова Словаччина                                                | Отилія Єнджейчак Польща                                                       | Анна-Карін Каммерлінг Швеція                                              |
| 200 м батерфляєм                | Отилія Єнджейчак Польща                                                     | Ева Рістов Угорщина                                                           | Анніка Мельгорн Німеччина                                                 |
| 200 м комплексом                | Яна Клочкова Україна                                                        | Ганна Щерба Білорусь                                                          | Аленка Кейжар Словенія                                                    |
| 400 м комплексом                | Яна Клочкова Україна                                                        | Ева Рістов Угорщина                                                           | Ніколь Гецер Німеччина                                                    |
| Естафета 4×100 м вільним стилем | Німеччина Катрін Майснер Петра Даллманн Зандра Фелкер Францишка ван Альмсік | Швеція Юзефіна Ліллгаге Юганна Шеберг Анна-Карін Каммерлінг Тереза Альсгаммар | Нідерланди Манон ван Роєн Марлен Велдгойс Шанталь Ґрот Вілма ван Гофвеґен |
| Естафета 4×200 м вільним стилем | Німеччина Петра Даллманн Алеса Ріс Ганна Штокбауер Францишка ван Альмсік    | Іспанія Лаура Рока Мелісса Кабальєро Еріка Вільяесіха Татьяна Роуба           | Швеція Юзефіна Ліллгаге Юганна Шеберг Ліса Ванберґ Іда Марко-Варга        |
| Естафета 4×100 м комплексом     | Німеччина Антьє Бушшульте Зімоне Вайлер Францишка ван Альмсік Зандра Фелкер | Швеція Тереза Альсгаммар Емма Іґельстрем Анна-Карін Каммерлінг Юганна Шеберг  | Україна Ірина Амшеннікова Світлана Бондаренко Яна Клочкова Ольга Мукомол  |

## Плавання на відкритій воді

### Чоловіки
| Дисципліна              | Золото                 | Срібло               | Бронза                |
| ----------------------- | ---------------------- | -------------------- | --------------------- |
| 5 км на відкритій воді  | Лука Бальдіні (ITA)    | Томас Лурц (GER)     | Стефано Рубаудо (ITA) |
| 10 км на відкритій воді | Володимир Дятчин (RUS) | Євген Кошкаров (RUS) | Лука Бальдіні (ITA)   |
| 25 км на відкритій воді | Юрій Кудінов (RUS)     | Жиль Ронді (FRA)     | Давід Мека (ESP)      |

### Жінки
| Дисципліна              | Золото              | Срібло               | Бронза                |
| ----------------------- | ------------------- | -------------------- | --------------------- |
| 5 км на відкритій воді  | Віола Валлі (ITA)   | Ганна Мілуска (SUI)  | Надіне Пастор (GER)   |
| 10 км на відкритій воді | Едіт ван Дейк (NED) | Ангела Маурер (GER)  | Брітта Камрау (GER)   |
| 25 км на відкритій воді | Едіт ван Дейк (NED) | Олеся Шалигіна (RUS) | Наталія Панкіна (RUS) |

## Стрибки у воду

### Чоловіки
| Дисципліна               | Золото                                | Срібло                                    | Бронза                                      |
| ------------------------ | ------------------------------------- | ----------------------------------------- | ------------------------------------------- |
| Трамплін, 1 м            | Нікола Марконі Італія                 | Хосе Мігель Хіль Іспанія                  | Хрістіан Леффлер Німеччина                  |
| Трамплін, 3 м            | Дмитро Саутін Росія                   | Андреас Вельс Німеччина                   | Василь Лісовський Росія                     |
| Вишка, 10 м              | Гайко Маєр Німеччина                  | Імре Лендьєль Угорщина                    | Олександр Варламов Білорусь                 |
| Синхронний трамплін, 3 м | Дмитро Байбаков Дмитро Саутін Росія   | Тобіас Шелленберґ Андреас Вельс Німеччина | Нікола Марконі Томмазо Марконі Італія       |
| Синхронна вишка, 10 м    | Антон Захаров Роман Володьков Україна | Імре Лендьєль Андраш Хайналь Угорщина     | Олександр Варламов Андрій Мамонтов Білорусь |

### Жінки
| Дисципліна               | Золото                                | Срібло                             | Бронза                                       |
| ------------------------ | ------------------------------------- | ---------------------------------- | -------------------------------------------- |
| Трамплін, 1 м            | Гайке Фішер Німеччина                 | Віра Ільїна Росія                  | Наталія Умискова Росія                       |
| Трамплін, 3 м            | Юлія Пахаліна Росія                   | Дітте Котцян Німеччина             | Конні Шмальфус Німеччина                     |
| Вишка, 10 м              | Анке Піпер Німеччина                  | Таня Каньотто Італія               | Ольга Леонова Україна                        |
| Синхронний трамплін, 3 м | Дітте Котцян Конні Шмальфус Німеччина | Віра Ільїна Юлія Пахаліна Росія    | Таня Каньотто Марія Марконі Італія           |
| Синхронна вишка, 10 м    | Дітте Котцян Аннетт Ґамм Німеччина    | Ольга Леонова Олена Жупіна Україна | Євгенія Ольшевська Світлана Тимошиніна Росія |

## Синхронне плавання
| Дисципліна | Золото | Срібло                                                                                          | Бронза |
| ---------- | --- | ----------------------------------------------------------------------------------------------- | --- |
| Соло       | Віржині Дідьє Франція | Анастасія Давидова Росія                                                                        | Хемма Менгуаль Іспанія |
| Дуети      | Анастасія Давидова Анастасія Єрмакова Росія                                                                                         | Хемма Менгуаль Паола Тірадос Іспанія                                                            | Віржині Дідьє Міріам Глез Франція                                                                                                   |
| Групи      | Юлія Шестакович Анастасія Давидова Анастасія Єрмакова Марія Громова Ельвіра Хасянова Олена Овчинникова Ганна Шоріна Ірина Толкачова | Ракель Корраль Тіна Фуентес Хемма Менгуаль Ана Монтеро Ірина Родрігес Алісія Санс Паола Тірадос | Ева Бальдзаротті Моніка Чіруллі Джой Пакканьєлла Еліза Плайсант Беатріче Спаціані Лорена Дзаффалон Лаура Дзанацца Крістіна Дзарфаті |